# Ješín
Ješín (Duits: Schin) is een Tsjechische plaats in de gemeente Velvary in de regio Midden-Bohemen en maakt deel uit van het district Kladno. Het dorp ligt op ongeveer 4 km afstand van Velvary.
Ješín telt 166 inwoners (2021).

## Geschiedenis
De eerste schriftelijke vermelding van het dorp dateert van 1227.
Sinds 1960 is Ješín onderdeel van de gemeente Velvary.

## Verkeer en vervoer

### Autowegen
Een deel van Ješín wordt doorsneden door weg I/16 Slaný - Velvary.

### Spoorlijnen
Er is geen station in Ješín. Het dichtstbijzijnde station is in Velvary.

### Buslijnen
Er is één bushalte in het dorp:
| Halte          | Lijnen  | Trajecten                                    | Vervoerders                                              |
| -------------- | ------- | -------------------------------------------- | -------------------------------------------------------- |
| Velvary, Ješín | 617 623 | Kralupy nad Vltavou - Slaný Velvary - Kladno | ČSAD Slaný ČSAD MHD Kladno (i.o.v. Arriva Střední Čechy) |

## Bezienswaardigheden
- Sint-Wenceslauskapel in het midden van het dorp uit 1884

## Voorzieningen
- Pension Belčovský dvůr uit 1903

## Galerij

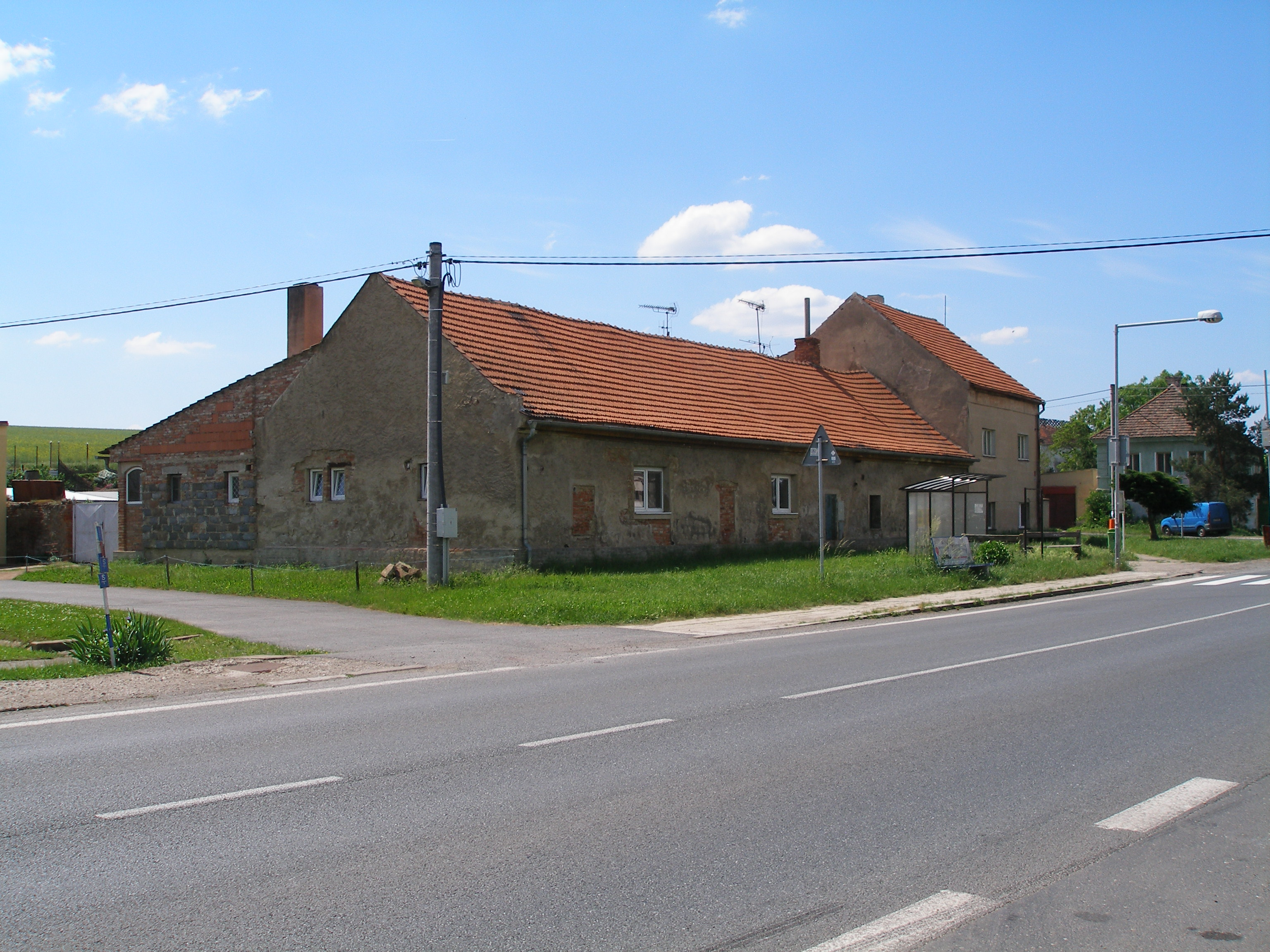
Huis en bushalte
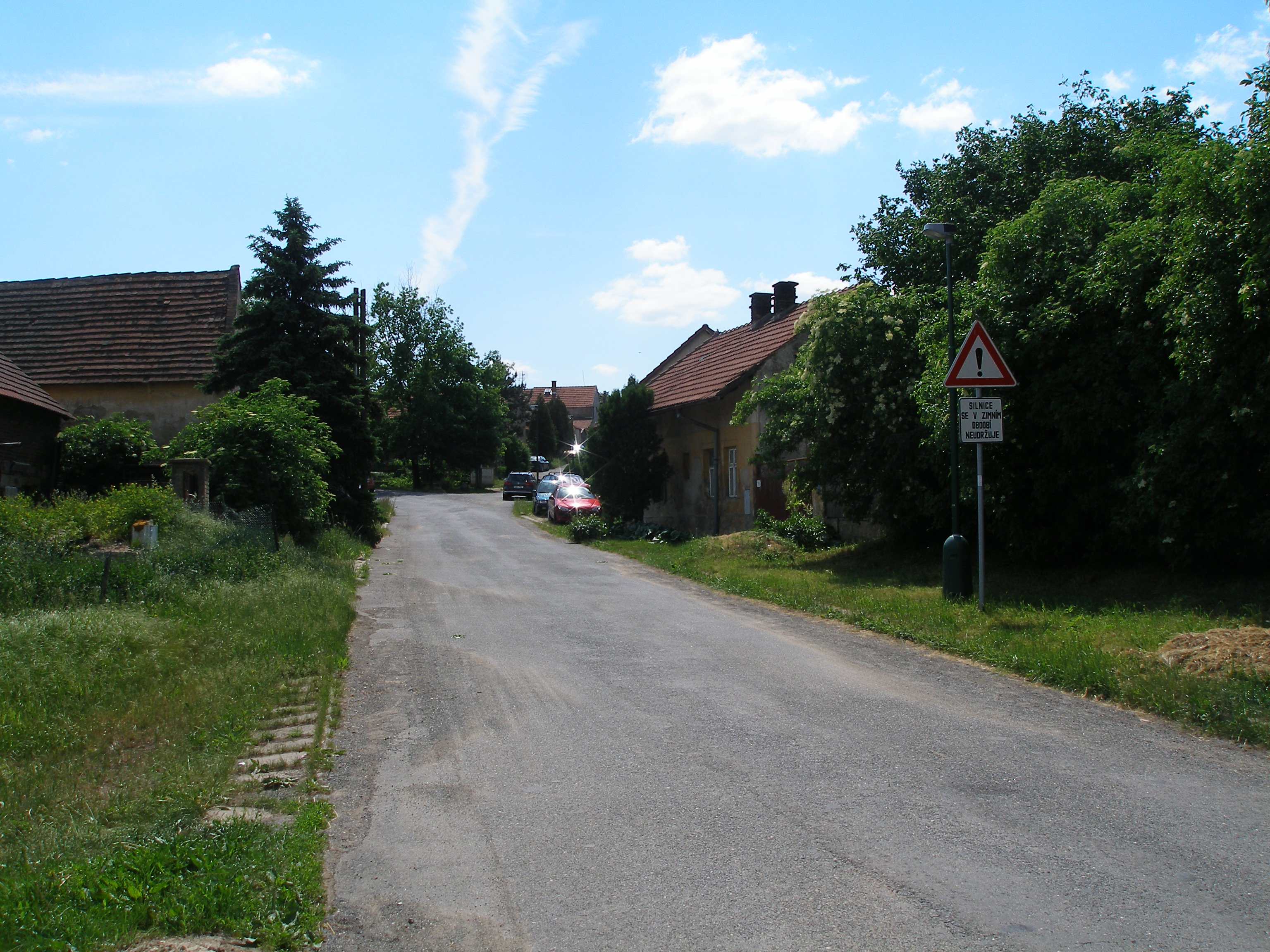
Straat in het dorp
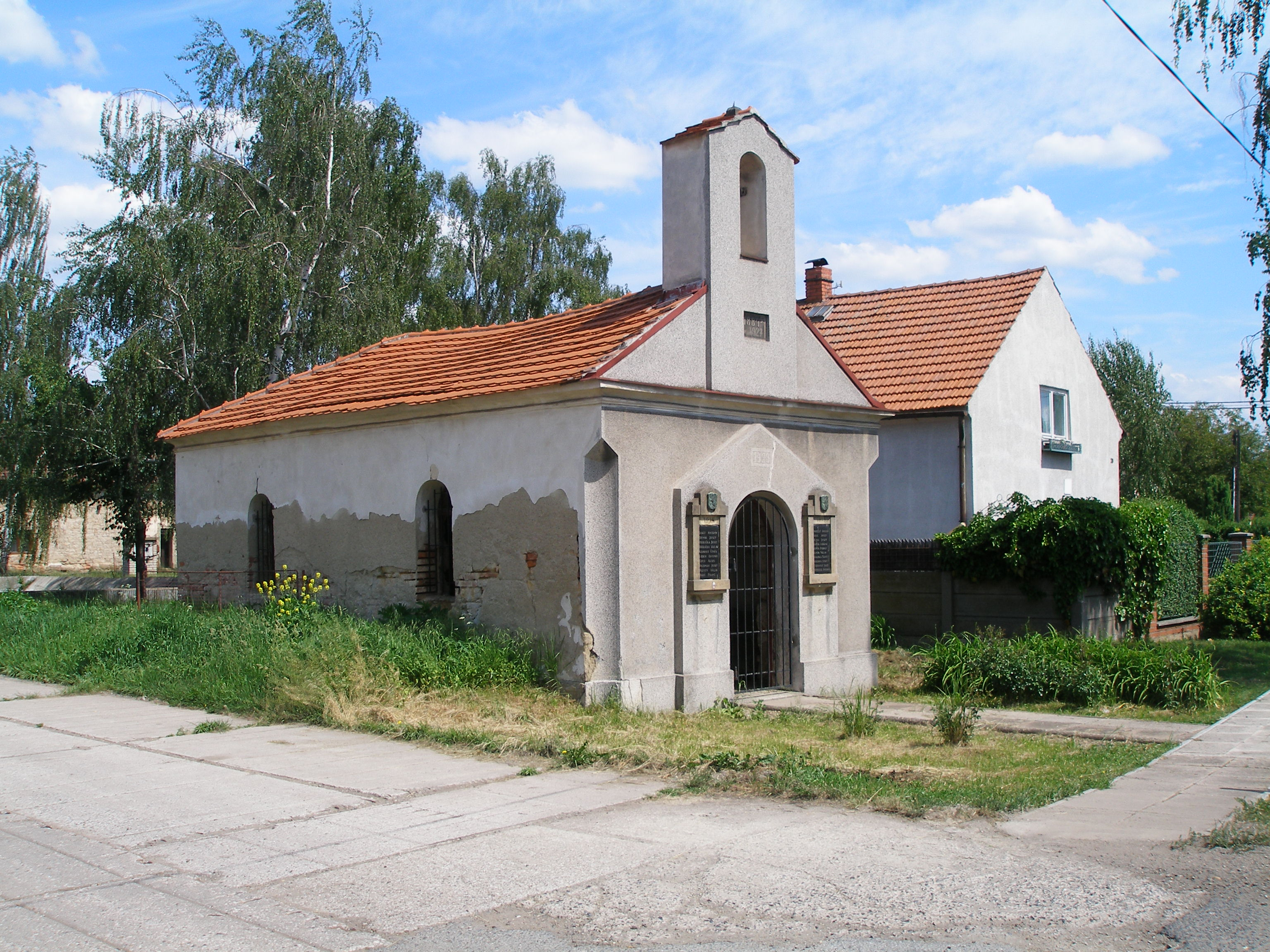
Sint-Wenceslauskapel (zij- en vooraanzicht)
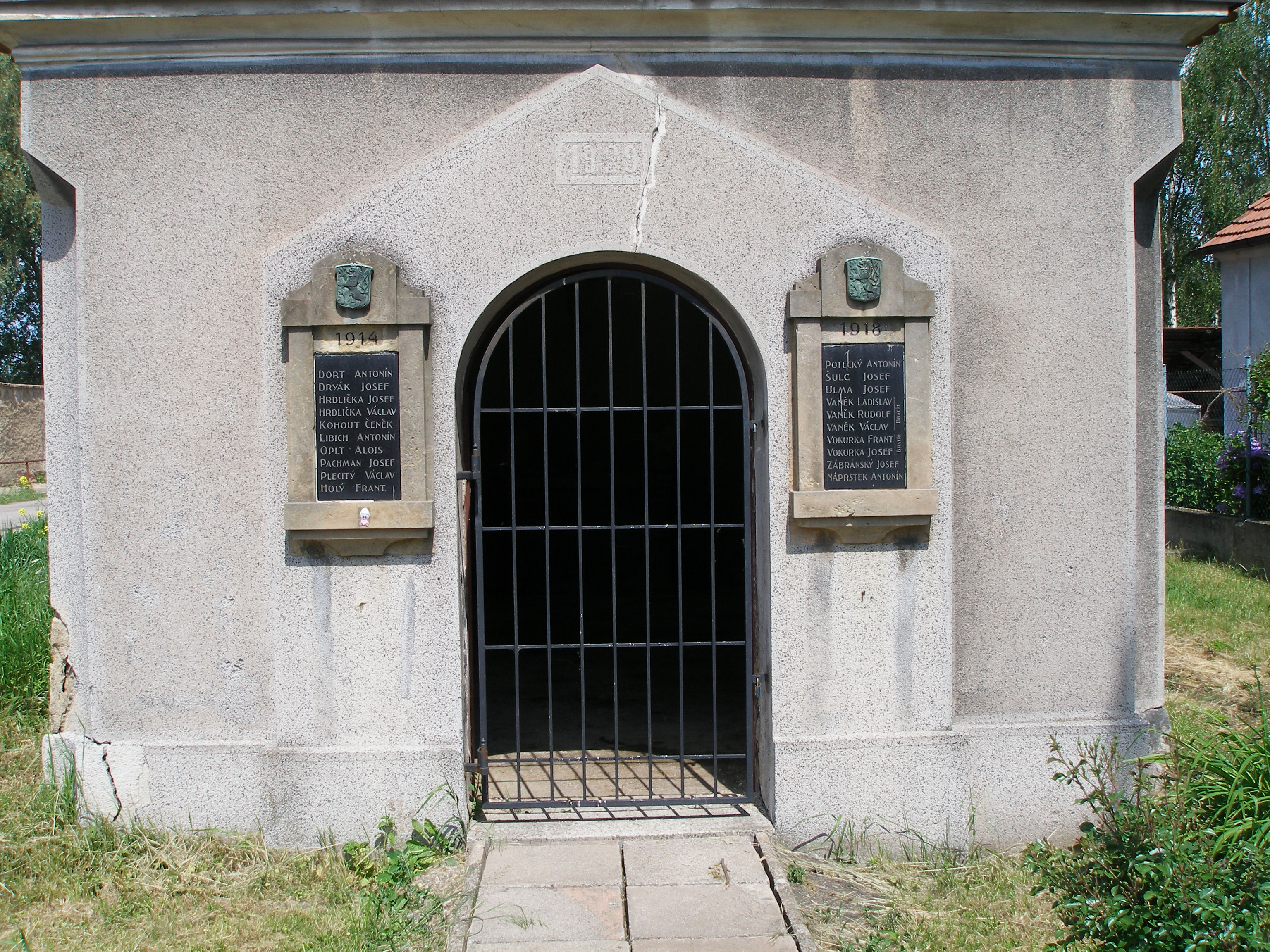
Sint-Wenceslauskapel (vooraanzicht)
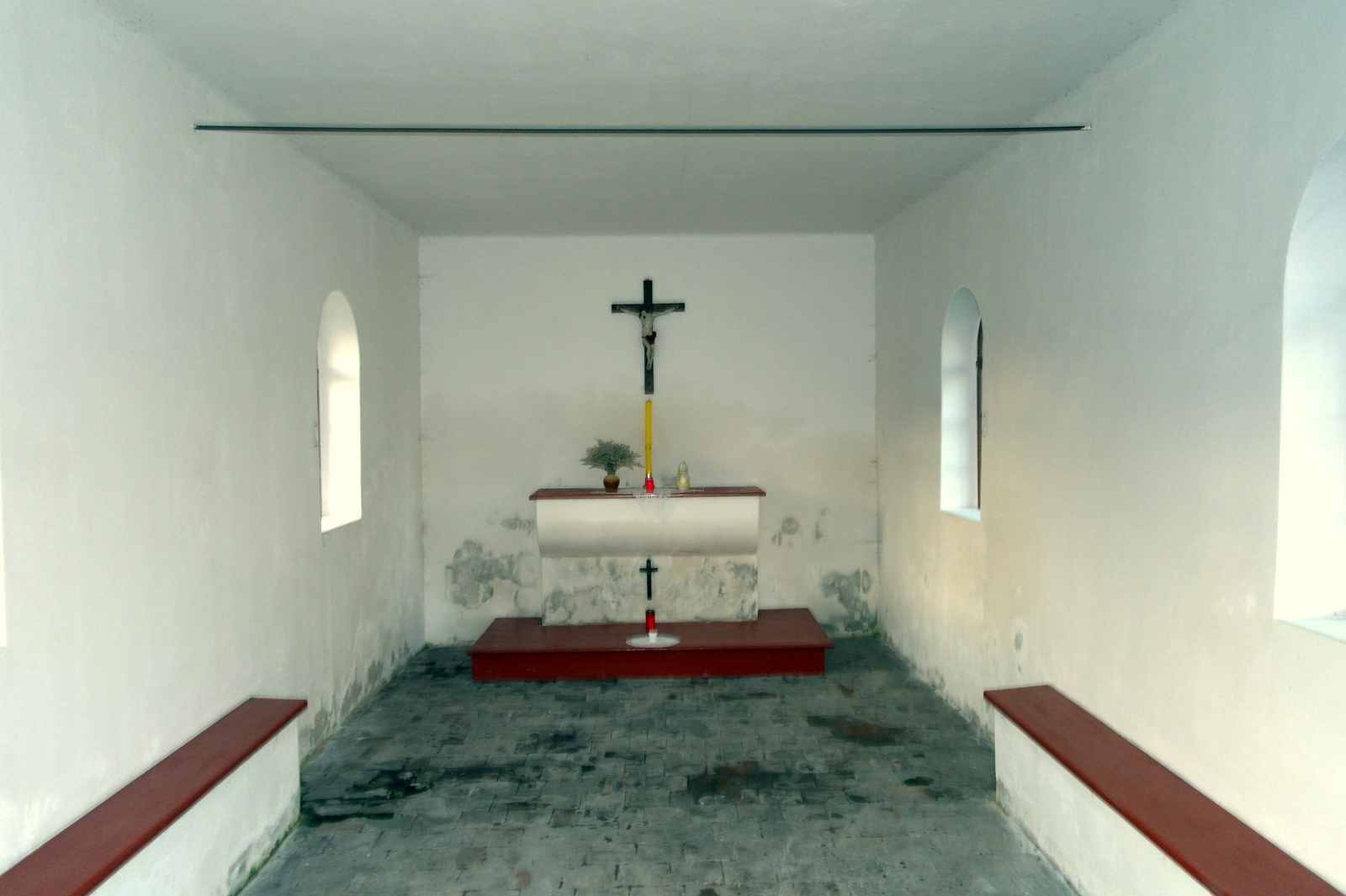
Sint-Wenceslauskapel (binnenzijde)